# Денко Кръстев
Младен (Денко) Кръстев или Кръстич (на сръбски: Денко Крстић или Denko Krstiić) е македонски сърбоманин от XIX век, свещеник, иконом, митрополитски наместник в Куманово, революционер и търговец, виден член на Кумановската сръбска община, активен деец на ранната Сръбска пропаганда в Македония.

## Биография
Денко Кръстев е роден в 1824 или 1826 година в село Младо Нагоричане, Кумановско, тогава в Османската империя. В 1860 година Денко Кръстев и иконом Димитър са призовани в Скопие от великия везир Мехмед Кибризли да ги беси, но успяват да се освободят. След смъртта на иконом Димитър, Денко става иконом, архиерейски наместник на скопския митрополит в Куманово в 1880 година и заема поста до смъртта си в 1882 година. Умира на 16 юни 1882 година в османски затвор в Прищина.